# Jogos incrementais
Jogos incrementais (também conhecidos como o jogos ociosos ou jogos de clicar) são jogos eletrônicos, cuja jogabilidade consiste na execução de ações simples, como clicar na tela repetidamente ("grinding") para ganhar a moeda corrente do jogo. Em alguns desses jogos clicar se torna desnecessário depois de algum tempo, e o jogo começa a "se jogar sozinho" daí o apelido de "jogos ociosos".
Um jogo incremental (melhor conhecido como um idle game) é um jogo eletrônico onde o jogador deve realizar uma ação simples e repetitiva para ganhar uma forma de moeda que pode então ser usada para comprar ou fazer upgrades nos personagens e habilidades dentro do jogo. Um tema comum é ter fontes baseadas em tempo de renda exibidas como "construções", como fábricas ou fazendas. Alguns jogos incrementais requerem que os jogadores coletem múltiplas moedas para progredir no jogo.
O jogos incrementais ganharam popularidade em 2013 depois do sucesso do Cookie Clicker, apesar de que jogos como Cow Clicker e Candy Box! já tinham sido criados anteriormente baseados nos mesmos princípios.

## Jogabilidade
Em um jogo incremental, o jogador executa ações muito simples – normalmente, apertar um botão – o que, por sua vez, recompensa-o com recursos. O jogador, então, pode utilizar esses recursos para comprar itens ou habilidades que permitam ao jogador ganhar recursos mais rapidamente, ou automaticamente, sem precisar mais realizar a ação inicial. Um tema recorrente é dar para o jogador fontes de recurso baseadas em tempo, chamadas de "construções", como fábricas ou fazendas. Essas fontes aumentam a frequência da produção de recursos, mas fontes de níveis mais altos normalmente tem um custo exponencialmente maior, então evoluir de um nível para o outro  normalmente custa a mesma quantidade de tempo, ou até um tempo maior.
Alguns jogos possuem um sistema de recomeçar, onde o jogador recomeça o progresso no jogo, e ganha alguma outra forma de moeda. Essa nova moeda é comumente usada para se ganhar bônus globais que não desaparecem após o reinicio, permitindo o jogador alcançar partes mais custosas do jogo. Incremental games variam no quesito de condições de vitória. Incremental games variam sobre ter ou não uma condição de vitória. Jogos como Cookie Clicker permitem ao jogador interagir indefinidamente, enquanto jogos como Candy Box! ou Universal Paperclips contém finais que são alcançados quando os jogadores chegam a um certo patamar nos jogos, alguns tem objetivo de serem agradáveis como The King Cat Clicker onde o objetivo é coletar visuais interessantes para gatos.

## História
Os Incremental games ganharam popularidade em 2013 após o sucesso do Cookie Clicker, embora jogos anteriores como o Cow Clicker e o Candy Box! foram baseados nos mesmos princípios. Em 2015, a imprensa de games observou que esses jogos se espalhavam na plataforma de distribuição de jogos Steam, com títulos como Clicker Heroes.

## Recepção
Nathan Grayson, do site Kotaku, atribuiu a popularidade dos jogos incrementais à sua capacidade de fornecer distrações pouco desafiadoras, que se encaixam facilmente na rotina diária das pessoas, enquanto usam temas e estética de jogos mais sofisticados,  com a intenção de atrair um público "core gamer".  Grayson também notou que o gênero permitia uma grande variedade de mecânicas e temas de jogos, como fantasia, ficção científica e literatura erótica, para fornecer profundidade suficiente sem entediar os jogadores
Justin Davis, da IGN, descreve o gênero como sendo focado numa sensação infindável de escalada, à medida que melhorias e itens caros se tornam rapidamente disponíveis, apenas para se tornarem desnecessários e serem substituídos novamente. Isso leva jogador a se sentir poderoso e fraco ao mesmo tempo na busca de progresso exponencial.
Julien "Orteil" Thiennot (criador de jogos como Cookie Clicker ) descreveu suas próprias obras como "não-jogos".  No início de 2014, Orteil lançou uma versão inicial do Idle Game Maker, uma ferramenta que permite que jogos ociosos personalizados sejam feitos sem o conhecimento de codificação.
Historicamente, alguns programas de PC chamados Mouse Auto Clickers são usados para enganar a taxa de cliques humanos em videogames, por exemplo, jogos de cookies. Os aplicativos típicos de clique automático são AutoClicker2 Record Play e O Mais Rápido Mouse Clicker para Windows (em Português!).